# M11 (Armenien)
Die M11 (Armenisch: Մ 11) ist eine Hauptstraße in Armenien, die Ost-West-Route im Osten des Landes zwischen Vagahshen und Sotk zur Grenze nach Aserbaidschan führt.

## Geschichte
Der M11 wurde nach dem Zerfall der Sowjetunion im Bergkarabachkonflikt eine wichtige Hauptstraße zur de facto unabhängigen Republik Bergkarabach, war jedoch im Unterschied zur Straße durch den Latschin-Korridor bis 2017 nicht durchgängig asphaltiert.

## Großstädte an der Autobahn
- Vaghashen
- Sotk